# Michaliszki (gmina Łyngmiany)
Michaliszki – wieś na Litwie, w okręgu uciańskim, w rejonie ignalińskim, w gminie Łungmiany.

## Historia
W czasach zaborów wieś w gminie Łyngmiany, w powiecie święciańskim, w guberni wileńskiej Imperium Rosyjskiego.
W dwudziestoleciu międzywojennym zaścianek leżał w Polsce, w województwie wileńskim, w powiecie święciańskim, w gminie Kołtyniany.
W 1931 w 4 domach zamieszkiwało 18 osób.
Od 1945 roku w Litewskiej Socjalistycznej Republice Radzieckiej.
Od 1990 na niepodległej Litwie.